# Radomirovac
Radomirovac är ett samhälle i Bosnien och Hercegovina.   Det ligger i entiteten Republika Srpska, i den nordvästra delen av landet, 190 km nordväst om huvudstaden Sarajevo. Radomirovac ligger 221 meter över havet och antalet invånare är 442.
Terrängen runt Radomirovac är platt åt sydost, men åt nordväst är den kuperad. Närmaste större samhälle är Prijedor, 14,3 km öster om Radomirovac. 
Omgivningarna runt Radomirovac är en mosaik av jordbruksmark och naturlig växtlighet. Runt Radomirovac är det ganska tätbefolkat, med 67 invånare per kvadratkilometer.